# Kanjana Sung-Ngoen
Kanjana Sung-Ngoen (Surin, Tailandia; 21 de septiembre de 1986) es una futbolista tailandesa. Juega como delantera y su equipo actual es el Bangkok F.C.  de la Thai Women's League de Tailandia.

## Clubes
| Club                                | País      | Año             |
| ----------------------------------- | --------- | --------------- |
| Satriwitthaya Phutthamonthon School | Tailandia | 2002 - 2004     |
| Bangkok F.C.                        | Tailandia | 2013 - presente |